# System Center
System Center er Microsofts nye linje af management-systemer.
Det indeholder blandt andet:
- System Center Configuration Manager (SCCM)
- System Center Operation Manager (SCOM)
- System Center Mobile Device Manager (SCMDM)